# Hermandad Internacional de Camioneros
La Hermandad Internacional de Camioneros (en inglés International Brotherhood of Teamsters, o por su sigla IBT) es un sindicato de Estados Unidos y Canadá. Fue fundado en 1903 por la fusión de diversos sindicatos locales y regionales. Actualmente engloba a distintos trabajadores, tanto profesionales como trabajadores de cuello azul, de los sectores público y privado. En 2015 estaba formada por unos 1,3 millones de trabajadores, aproximadamente.

## Historia

### Presidentes
| 1903 |  | Cornelius Shea           |  |
| 1907 |  | Daniel J. Tobin          |  |
| 1952 |  | Dave Beck                |  |
| 1957 |  | Jimmy Hoffa              |  |
| 1971 |  | Frank Fitzsimmons        |  |
| 1981 |  | George Mock (interino)   |  |
| 1981 |  | Roy Williams             |  |
| 1983 |  | Jackie Presser           |  |
| 1988 |  | Weldon Mathis (interino) |  |
| 1989 |  | William J. McCarthy      |  |
| 1991 |  | Ron Carey                |  |
| 1998 |  | James P. Hoffa           |  |
| 2022 |  | Sean M. O'Brien          |  |

## Cantidad de miembros
| 1933 | 75 000    |
| 1935 | 146 000   |
| 1949 | 1 000     |
| 1957 | 1 500 000 |
| 1976 | 2 000     |
| 1987 | 1 000     |
| 2003 | 1 700 000 |
| 2008 | 1 400 000 |
| 2014 | 1 305 773 |
| ---- | --------- |